# Hajdúböszörmény
Hajdúböszörmény es una ciudad (en húngaro: "város"), capital del distrito homónimo en el condado de Hajdú-Bihar, en Hungría. Es, después de Debrecen, la segunda ciudad más grande del condado. En 2012 tenía una población de 31 306 habitantes.
Se ubica unos 10 km al noroeste de Debrecen, sobre la carretera 35 que lleva a Miskolc.

## Ciudades hermanadas
Hajdúböszörmény está hermanada con:
- Kraśnik, Polonia
- Salonta, Rumanía
- Siilinjärvi, Finlandia

## Deportes
- Hajdúböszörmény TE